# Adartza
L'Adartza est un mont du Pays basque français entre Saint-Étienne-de-Baïgorry, Lasse et Anhaux, dans la province de Basse-Navarre, culminant à 1 247 m d'altitude.

## Toponymie
Le morphème adar signifie branche en basque. Le suffixe tza est un suffixe locatif indiquant l'abondance.

## Géographie

### Topographie
L'Adartza est le principal sommet au nord d'un massif qui sépare les vallées de Luzaide et de Baïgorry sur le versant atlantique des Pyrénées. Il est entouré du Munhoa (1 023 m) au nord et de l'Argaraï (1 226 m) au sud.

## Histoire
À son sommet, se trouve un vestige des premiers oratoires chrétiens du Pays basque français.

## Voies d'accès
On y accède depuis Saint-Étienne-de-Baïgorry.